# Polski Związek Badmintona
Polski Związek Badmintona – (oficjalny skrót PZBad) – ogólnokrajowy związek sportowy (stowarzyszenie) działający na terenie Polski, będący reprezentantem polskiego badmintona zarówno mężczyzn, jak i kobiet we wszystkich kategoriach wiekowych w kraju i zagranicą. Obecnie prezesem PZBad jest Marek Krajewski

## Historia
29 maja 1977 w Głubczycach przedstawiciele klubów sportowych: ZKS Polonia Głubczyce, SKS Start Gdynia, KS Stal Brzezinka-Mysłowice, KS Stal FSO Warszawa, BZKS Chrobry Opole, KS Unia Bieruń Stary, GHKS Bolesław Bukowno,  AZS Katowice i AZS AWF Wrocław podpisali deklaracje o przystąpieniu do Polskiego Związku Badmintona. A pierwszy walny zjazd związku odbył się 7 listopada 1977 w Warszawie.

## Statutowe zadania związku
Polski Związek Badmintona jako cel główny stawia sobie rozwój badmintona w Polsce poprzez progres wyników sportowych, większą liczbę grających w Polsce na poziomie wyczynowym i rekreacyjnym oraz szerszą obecność w mediach.